# Hong Kong británico
Hong Kong estuvo bajo dominio británico de 1841 a 1997, salvo por un breve periodo de ocupación japonesa durante la Segunda Guerra Mundial, de 1941 a 1945. Fue colonia de la Corona del Reino Unido de 1841 a 1981 y territorio dependiente de 1981 a 1997. El periodo colonial comenzó con la ocupación británica de la isla de Hong Kong, en virtud de la Convención de Chuenpi en 1841, durante la época victoriana, y finalizó con la transferencia de Hong Kong a la República Popular China en julio de 1997.
De conformidad con el artículo III del Tratado de Nankín de 1842, firmado tras la primera guerra del Opio, la isla de Hong Kong fue cedida a perpetuidad a Reino Unido. Se estableció como colonia de la Corona en 1843. En 1860, los británicos expandieron la colonia con la incorporación de la península de Kowloon, y la extendieron aún más en 1898, cuando obtuvieron un contrato de arrendamiento de 99 años sobre los Nuevos Territorios. Si bien el tratado exigía a los Qing ceder la isla de Hong Kong y Kowloon a perpetuidad, los Nuevos Territorios arrendados abarcaban el 86,2 % de la colonia y más de la mitad de su población. A finales del siglo XX, con el vencimiento del contrato de arrendamiento, Reino Unido no veía ninguna forma viable de administrar la colonia dividiéndola, mientras que la República Popular China no consideraría extender el contrato ni permitir la continuación de la administración británica.
Con la firma de la Declaración Conjunta Sino-Británica en 1984, que establecía que los sistemas económicos y sociales de Hong Kong permanecerían relativamente sin cambios durante 50 años, el gobierno británico acordó transferir todo el territorio a China al expirar el contrato de arrendamiento de los Nuevos Territorios en 1997, con lo que Hong Kong se convertiría en una región administrativa especial (RAE) al menos hasta 2047.

## Política y Gobierno
Hong Kong era una colonia de la Corona del Reino Unido y mantenía una administración inspirada aproximadamente en el sistema de Westminster. Las Cartas Patentes constituían la base constitucional del gobierno colonial y las Instrucciones Reales detallaban cómo debía gobernarse y organizarse el territorio.
El Gobernador era el jefe de Gobierno y era nombrado por el monarca británico para actuar como representante de la Corona en la colonia. El poder ejecutivo estaba muy concentrado en el Gobernador, que nombraba él mismo a casi todos los miembros del Consejo Legislativo y del Consejo Ejecutivo y también ejercía de Presidente de ambas cámaras. El gobierno británico supervisaba al gobierno colonial; el ministro de Asuntos Exteriores aprobaba formalmente cualquier incorporación a los Consejos Legislativo y Ejecutivo y el Soberano era el único con autoridad para modificar las Cartas Patentes y las Instrucciones Reales.
El Consejo Ejecutivo determinaba los cambios de política administrativa y examinaba la legislación primaria antes de transmitirla al Consejo Legislativo para su aprobación. Este órgano consultivo también promulgaba legislación secundaria en virtud de un conjunto limitado de ordenanzas coloniales. El Consejo Legislativo debatía la legislación propuesta y era responsable de la asignación de fondos públicos. Esta cámara fue reformada en los últimos años de la dominación colonial para introducir una representación más democrática: en 1985 se introdujeron los escaños por circunscripción funcional elegidos indirectamente y en 1991 los escaños por circunscripción geográfica elegidos popularmente. Una nueva reforma electoral en 1994 hizo que el poder legislativo fuera ampliamente representativo. La administración pública estaba dirigida por el Secretario Colonial (posteriormente Secretario Jefe), adjunto al Gobernador.
El sistema judicial se basaba en el derecho inglés, y el derecho consuetudinario chino tenía un papel secundario en los casos civiles que afectaban a residentes chinos. El Tribunal Supremo de Hong Kong era el más alto tribunal y resolvía todos los casos civiles y penales de la colonia. Durante el primer periodo colonial, los casos de apelación extraterritorial de otras regiones de China que implicaban a súbditos británicos también se juzgaban en este tribunal. Otras apelaciones del Tribunal Supremo eran vistas por el Comité Judicial del Consejo Privado, que ejercía la última instancia sobre todo el Imperio Británico.
En marzo de 1975, el gobierno de Hong Kong introdujo un programa para medir la opinión pública sobre los esfuerzos del gobierno, conocido como Movimiento de Dirección de Opinión (MOOD).

## Galería

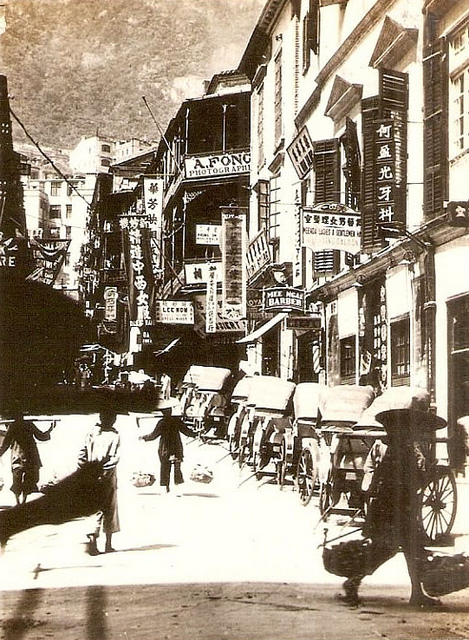
Hong Kong británico hacia 1930.
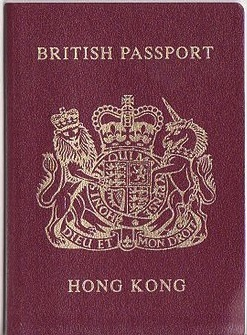
Pasaporte británico emitido a los ciudadanos de Hong Kong.
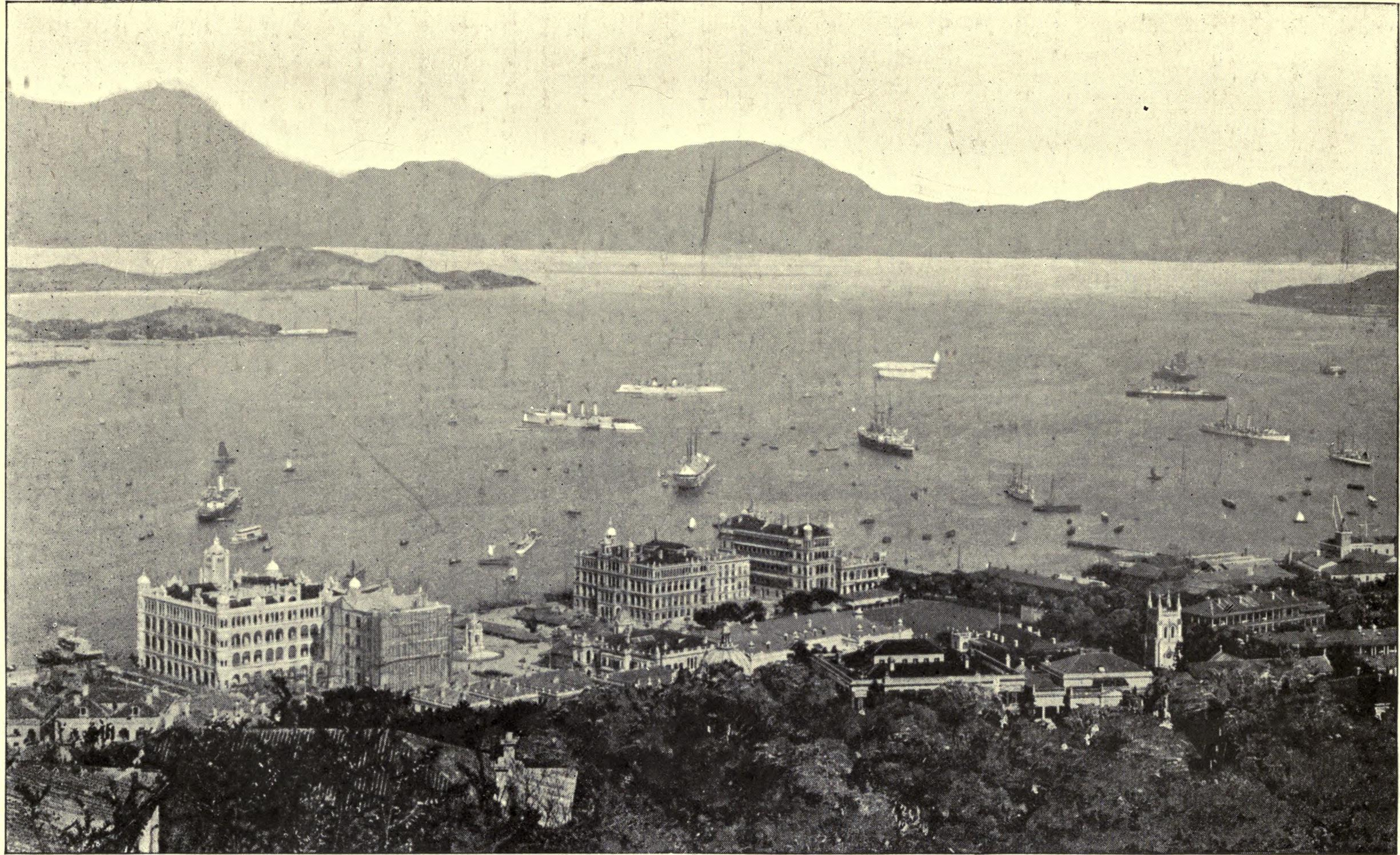
Victoria City hacia 1890.
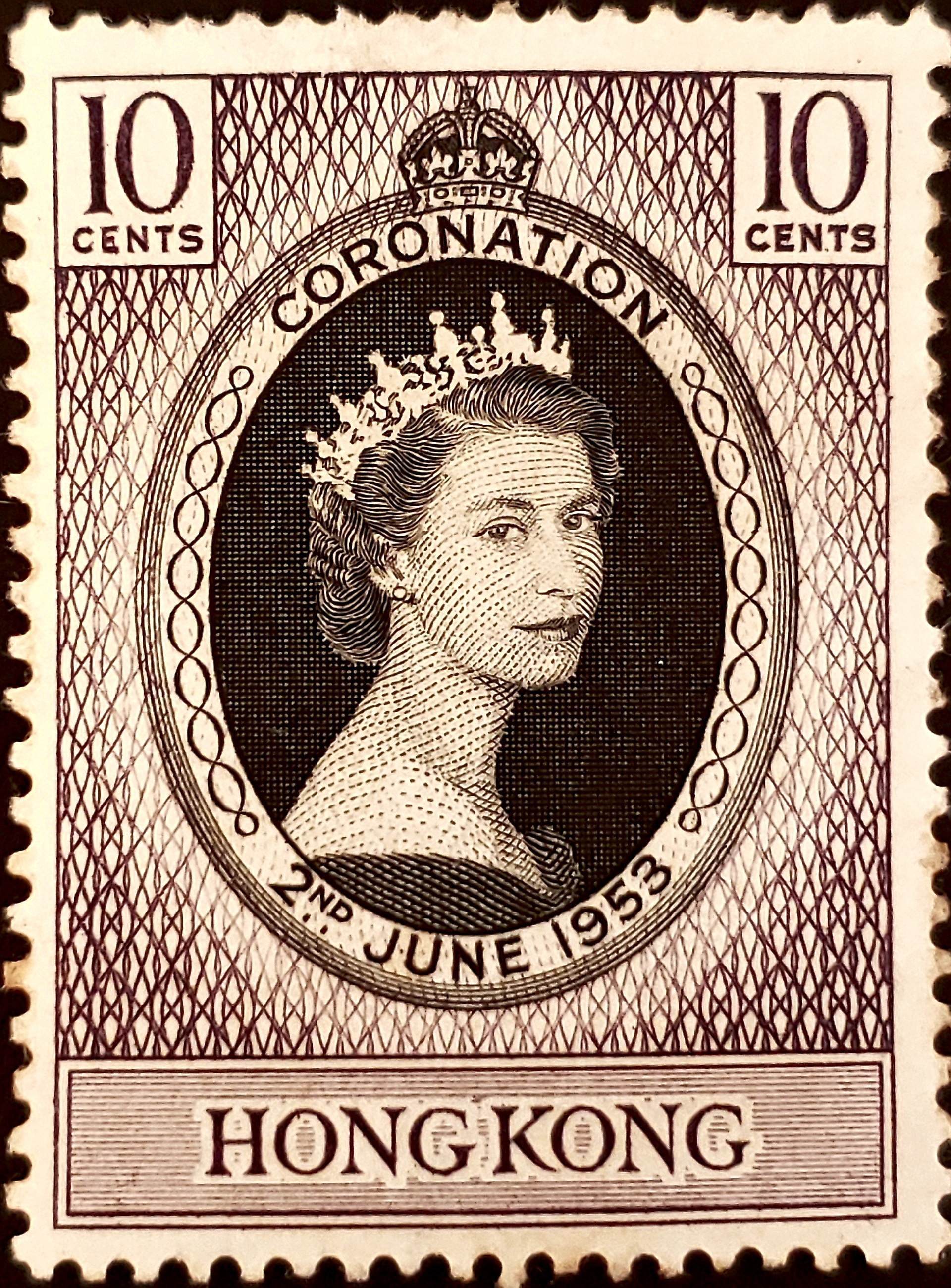
Sello de correos de 1953

## Bandera del Hong Kong británico

Bandera de Hong Kong (1871-1876).
Bandera de Hong Kong (1876-1910).
Bandera de Hong Kong (1910-1959).
Bandera de Hong Kong (1959-1997).
Pabellón rojo no oficial usado antes de la transferencia a la República Popular China en 1997.
Bandera del Gobernador de Hong Kong.